# Theodosius
Theodosius är ett mansnamn från grekiskans Theodosios (att ge till Gud). Theodosiu fanns, även i formen Teodosius som namnsdag den 2 april före 1901, då det utgick. 

## Personer med namnet
- Theodosius Dobzhansky (1900–1975), en rysk-amerikansk genetiker och evolutionsbiolog

### Romerska kejsare
- Theodosius I 346-395 e.Kr.
- Theodosius II 401-450 e.Kr.
- Theodosius III 715-717 e.Kr.